# Полекарцице
Полекарци́це (пол. Polekarcice) — село в Польше в сельской гмине Конюша Прошовицкого повета Малопольского воеводства.
Село располагается в 9 км от административного центра повета города Прошовице и в 23 км от административного центра воеводства города Краков.
В 1975—1998 годах село входило в состав Краковского воеводства.